# (5662) Wendycalvin
(5662) Wendycalvin es un asteroide perteneciente al cinturón de asteroides descubierto el 2 de marzo de 1981 por Schelte John Bus desde el Observatorio de Siding Spring, Nueva Gales del Sur, Australia.

## Designación y nombre
Designado provisionalmente como 1981 EL4. Fue nombrado Wendycalvin en honor a Wendy Calvin, que ha realizado contribuciones importantes al campo de la espectroscopia planetaria. Su trabajo ha incluido estudios espectrales de la superficie marciana y los casquetes polares, Caronte, Calisto y Ganímedes. También ha ayudado a ser pionera en el concepto de usar aviones en la exploración de Marte.

## Características orbitales
Wendycalvin está situado a una distancia media del Sol de 2,990 ua, pudiendo alejarse hasta 3,063 ua y acercarse hasta 2,917 ua. Su excentricidad es 0,024 y la inclinación orbital 8,540 grados. Emplea 1889,03 días en completar una órbita alrededor del Sol.

## Características físicas
La magnitud absoluta de Wendycalvin es 12,9. 